# Ribos

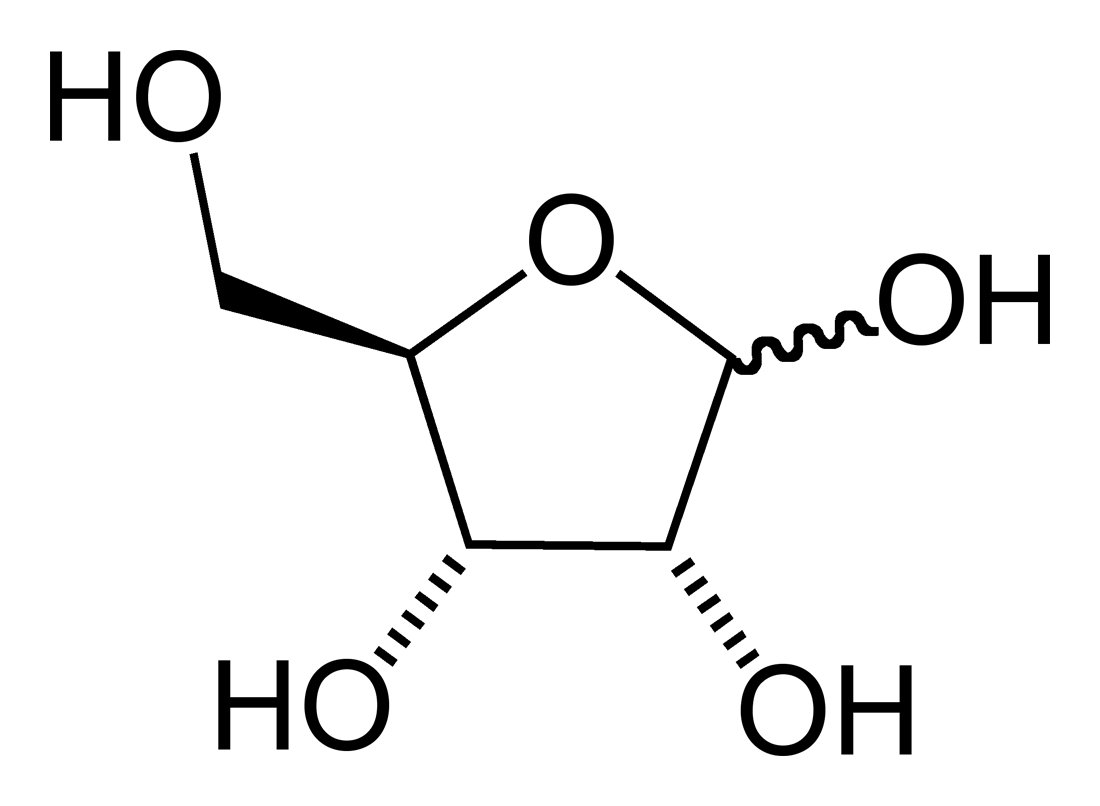
Strukturformel

Ribos, C5H10O5, är en enkel sockerart, en monosackarid (närmare bestämt en aldo-pentos). 

## Egenskaper
Ribos bildar färglösa, vattenlösliga kristaller.

## Förekomst
Ribos förekommer rikligt i naturen, bl. a. i rRNA. Molekylen rRNA finns i sin tur i ribosomer som på grund av att de innehåller ribos har fått detta som inledning i sitt namn. Vidare ingår den i ATP, NADH och ett antal andra molekyler som är viktiga i metabolismen.[källa behövs]